# 御田
御田（おた、みた、おみた、おんた、おんだ、おでん）は、寺社や皇室等が所有する領田のこと、またその領田で行われる行事。
日本人と稲作の深い関わりを示すものとして、多くの御田に関する行事が日本各地に伝承されている。田原の御田、磯部の御神田、吉良川の御田祭は重要無形民俗文化財に指定され、御田植祭、田遊び、田植踊と呼ばれる行事や芸能なども伝承されている。皇居内の御田では天皇自らが田植えと稲刈りを行う。
明治初頭の上知令で寺社の領地（寺社領）が廃止されたため、一時的に日本全国の寺社の御田が消滅した。その後周辺の住民の寄贈などにより御田が再興された寺社があり、伊勢神宮は2ヶ所に御田を残している。